# Per-Olstjärnen, Dalarna
Per-Olstjärnen är en sjö i Älvdalens kommun i Dalarna och ingår i Dalälvens huvudavrinningsområde.